# Plainmoor

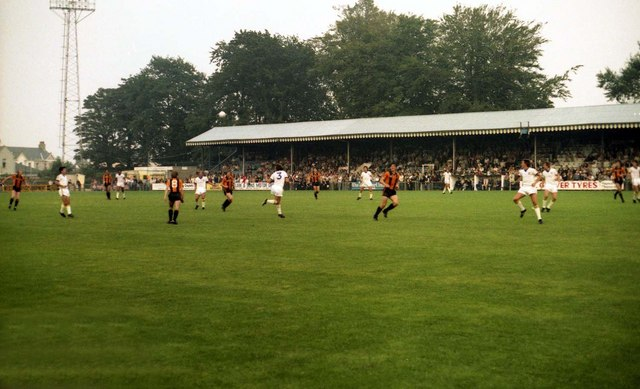
Der Main Stand im August 1981

Das Plainmoor ist ein Fußballstadion in der englischen Stadt Torquay der Grafschaft Devon. Die Spielstätte im südwestlichen Teil Englands ist die sportliche Heimat des Fußballclubs Torquay United (Spitzname: The Gulls, deutsch Die Möwen) und trägt den Namen des Stadtteils Plainmoor. Die Spielstätte steht inmitten von Wohnhäusern und besitzt vier überdachte Tribünen mit 6.104 Plätzen; wobei die Haupttribüne für den Publikumsverkehr geschlossen ist. Seit September 2014 trägt die Spielstätte den Sponsorennamen Launa Windows Stadium. Der Vertrag hat eine Laufzeit von vier Jahren.

## Geschichte
Das genaue Jahr der Stadioneröffnung ist unbekannt, aber schon 1881 wurden im Plainmoor Rugbyspiele ausgetragen. Bis 1904 war der Torquay Athletic Rugby Football Club im Plainmoor ansässig und verließ die Anlage in Richtung des Recreation Ground von Torquay. Der Fußballverein FC Ellacombe folgte als Heimmannschaft. Sechs Jahre später schlossen sich Ellacombe und Torquay United zu Torquay Town zusammen. Der heutige Hauptnutzer Torquay United zog nach der Fusion von Torquay Town und dem FC Babbacombe 1921 in Plainmoor ein. Sechs Jahre später wurden die Gulls für Aberdare Athletic aus Wales in die Football League Third Division South aufgenommen. Für die erste Saison kaufte man für 150 £ eine hölzerne Tribüne von der Pferderennbahn Buckfastleigh Racecourse. Ein baugleicher Rang ist heute noch in der 1960 geschlossenen Sportstätte in Buckfastleigh zu sehen. Das erste Spiel von Torquay United der Football League Third Division South im Plainmoor fand am 27. August 1927 seine Austragung. Die 11.625 Zuschauer sahen ein 1:1-Unentschieden gegen Exeter City. Drei Jahre nach dem Kauf zerstörte ein Sturm das Dach der Haupttribüne.
In den nächsten rund 50 Jahren verfiel die Spielstätte der Gulls in einen baulichen Dornröschenschlaf; sodass es im Plainmoor nur kleine Veränderungen gab. Anfang der 1950er Jahre erhielt der Stehplatzrang Popular Terrace auf der Gegengeraden eine teilweise Überdachung. Am 22. November 1954 konnte das erste Spiel unter Flutlicht, gegen Birmingham City, gefeiert werden. Die zu schwach ausgelegte Lichtanlage wurde im Dezember 1960 gegen eine leistungsstärkere Anlage für 9.000 £ ausgetauscht. Ebenfalls Mitte der 1950er Jahre wurde der bis heute gültige Besucherrekord aufgestellt. Das FA-Cup-Spiel der 4. Runde am 29. Januar 1955 gegen Huddersfield Town (0:1) sahen 21.908 Zuschauer. In den 1960er Jahren ergänzte eine kleine Betontribüne namens Mini Stand das Stadion. Der Rang sollte auch überdacht werden; dazu fehlte aber das Geld. Zu dieser Zeit fanden rund 22.000 Fans Plätze in der Anlage.
Sechs Tage nach der verheerenden Valley-Parade-Feuerkatastrophe am 11. Mai 1985 im Stadion von Bradford City und nur Stunden nach einer Sicherheitsinspektion im Plainmoor brach in der alten Haupttribüne der Gulls ein Feuer aus. Bei dem nächtlichen Brand wurde ein Drittel des Ranges zerstört; dieser Teil wurde abgerissen und der andere Teil geschlossen. Bei dem Brand wurde niemand verletzt. Die Vereinsbüros und Umkleidekabinen müssten in Containergebäude ausgelagert werden. Nach der Neueröffnung blieben von den 22.000 nur noch 4.999 Plätze in der Heimstätte übrig. Diese Zahl unter 5.000 wurde festgelegt; um nicht in den Zuständigkeit des 1975 erlassenen Safety of Sports Grounds Act zu fallen. Für dieses Zertifikat hätte das Stadion baulich und sicherheitstechnisch nachgerüstet werden müssen. Nach dem Feuer in Bradford sollte die Grenze auf 5.000 Plätze gesenkt werden. Die Untergrenze verblieb aber bei 10.000 Plätzen. Im November 1986 führte man im Plainmoor personalisierte Eintrittskarten ein; nachdem Fans der Wolverhampton Wanderers randalierend durch Torquay zogen. Zusätzlich durften die Gästefans von Luton Town und Colchester United für eineinhalb Spielzeiten nicht in das Stadion.
Von 1992 bis 2000 wurden die Gegentribüne und die Hintertortribünen durch Neubauten ersetzt. Der alte Mini Stand machte 1992 Platz für den mit 1.275 Sitzplätzen ausgestatteten Family Stand hinter dem Tor im Südwesten. Der Rang beherbergt die Vereinsbüros, einen Sitzungsraum, den Fanshop sowie das Restaurant Boots and Laces, einen Pub und die 200 Club Bar. Der alte Cowshed auf der Gegengeraden wich 1994 dem Popular Stand mit 2.300 Stehplätzen. Zu Beginn der Saison 2000/01 war auch die neue Gästetribüne Sparkworld Stand einsatzbereit. Im August 2010 stellte der Verein erste Pläne für den Bau einer neuen Haupttribüne vor; die die Gesamtkapazität auf 6.196 Plätze steigern soll. Der moderne Neubau für 2 Millionen £ mit 1.750 Sitzplätzen wird aber nicht vor 2012 gebaut. Zur Ausstattung des Ranges gehören u. a. Umkleidekabinen, eine Pressetribüne und Plätze für behinderte Zuschauer. Die Haupttribüne wird den Namen Bristow’s Bench tragen; nach dem ehemaligen Vizepräsident Paul Bristow. Er unterstützte den Verein finanziell; was ihm ein Lottogewinn von 15 Millionen £ ermöglichte. Bristow verstarb Ende Juni 2010 im Alter von 59 Jahren an einem Herzinfarkt.
Im Juli 2018 kündigte Torquay United den Bau eines neuen Stadions mit 10.000 Plätzen an. Das Budget liegt gegenwärtig bei 30 bis 40 Mio. £ (rund 34 bis 45 Mio. €). Die Planungen befinden sich in der Anfangsphase. Die neue Spielstätte soll privat finanziert werden. Der Clubvorsitzende Osborne Clarke mit seinem Unternehmen Gaming International wird größter Geldgeber sein.
Ab der Saison 2018/19 wird der Fußballclub Truro City, ebenfalls in der National League South, das Plainmoor für seine Heimspiele nutzen.

## Tribünen
- Main Stand: Haupttribüne, Südost, geschlossen
- Carlsberg Popular Terrace: Gegentribüne, Nordwest, Stehplätze
- Sparkworld Stand: Hintertortribüne, Nordost, Gästebereich, Stehplätze
- Yelverton Properties Family Stand: Hintertortribüne, Südwest, Sitzplätze